# Olesicampe praecox
Olesicampe praecox là một loài tò vò trong họ Ichneumonidae.